# Дмитрук Олександр Миколайович
Олександр Миколайович Дмитрук (нар. 16 липня 1980) — український футболіст, півзахисник.

## Життєпис
Футбольну кар'єру розпочав у «Вересі». У футболці рівненського клубу дебютував 23 квітня 1998 року в програному (0:1) виїзному поєдинку 22-го туру групи А Другої ліги України проти комарненського «Газовика». Олександр вийшов на поле на 80-й хвилині, замінивши Дмитра Юрченка. У 1998 календарному році зіграв 22 матчі в Другій лізі України та 1 поєдинок у кубку України.
Під час зимової перерви сезону 1998/99 років підсилив «Борисфен». У футболці бориспільського клубу дебютував 25 квітня 1999 року в переможному (2:1) домашньому поєдинку 24-го туру групи А Другої ліги України проти комарненського «Газовика». Дмитрук вийшов на поле на 90-й хвилині, замінивши Василя Криворучка. Першим голом у професіональному футболі відзначився 20 червня 1999 року на 79-й хвилині переможного (5:0) домашнього поєдинку 28-го туру групи А Другої ліги України проти «Цементника-Хорди». Олександр вийшов на поле на 69-й хвилині, замінивши Руслана Бідненка. У футболці «Борисфена» у Вищій лізі України дебютував 14 вересня 2003 року в нічийному (1:1) домашнього поєдинку 8-го туру проти маріупольського «Іллічівця». Олександр вийшов на поле в стартовому складі, а на 78-й хвилині його замінив Віталій Несін. Першим голом в еліті українського футболу відзначився 16 квітня 2004 року на 82-й хвилині нічийного (1:1) виїзного поєдинку 21-го туру  проти польтавської «Ворскли-Нафтогазу». Дмитрук вийшов на поле на 72-й хвилині, замінивши Андрія Анненкова. У команді виступав до завершення першої половини сезону 2005/06 років, за цей час у чемпіонатах України провів 154 матчі (16 голів), ще 10 матчів провів у кубку України. Восени 2000 року провів в оренді 6 матчів (1 гол) у Другій лізі України за білоцерківську «Рігонду». З 2002 по 2004 рік виступав за фарм-клуб бориспольців, «Борисфен-2». Восени 2003 року провів 2 матчі (1 гол) в оренді за «Десну» в Другій лізі.
Навесні 2006 року перейшов до «Оболоні». У футболці київського клубу дебютував 24 березня 2006 року в програному (0:1) домашньому поєдинку 20-го туру Першої ліги України проти луганської «Зорі». Олександр вийшов на поле в стартовому складі та відіграв увесь матч. Загалом у складі «пивоварів» провів 4 поєдинки. У 2007 році провів 6 поєдинків в аматорському чемпіонаті України проти білоцерківського «Арсенал-Київщини».